# Tristellateia ambongensis
Tristellateia ambongensis är en tvåhjärtbladig växtart som beskrevs av Arenes. Tristellateia ambongensis ingår i släktet Tristellateia och familjen Malpighiaceae. Inga underarter finns listade i Catalogue of Life.